# Джорджи, Говард
Говард Джорджи (англ. Howard Mason Georgi III; род. 6 января 1947, Сан-Бернардино, штат Калифорния, США) — американский физик-теоретик. 
Известность принесли работы на несколькими моделями в физике элементарных частиц, наиболее известная из которых минимальная SU(5)-модель (Модель Джорджи — Глэшоу) разработанная совместно с Глэшоу в 1974 году.
Закончил Гарвардский колледж, получил Ph. D. по физике в Йельском университете в 1971 году, с того же года работает в Гарвардском университете. 

## Награды
- Премия Сакураи (1995)
- Медаль Дирака (2000)
- Премия имени И. Я. Померанчука (2006)

Член Национальной академии наук США (1995).